# Canistel

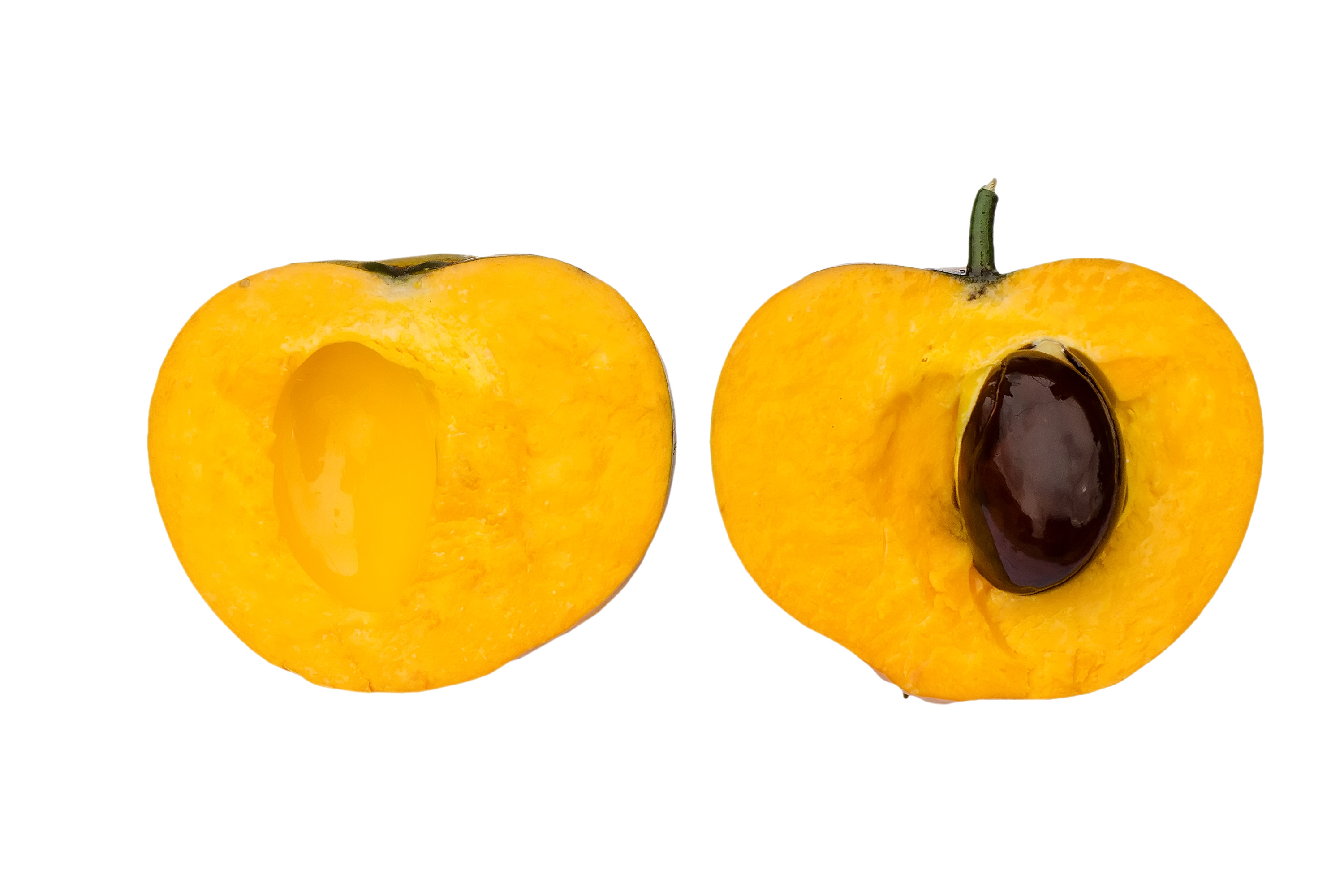
Fruits de Pouteria campechiana.

El canistel (Pouteria campechiana) és un fruit tropical que proporciona un arbre perennifoli natiu del sud de Mèxic i d'Amèrica central. Es cultiva en altres països com Brasil, Taiwan, i el Vietnam. El seu nom científic deriva de la ciutat mexicana de Campeche, de vegades se cita erròniament com Lucuma campechiana.
L'arbre pot arribar a 10 m d'alt i els fruits són de color groc-taronja i també s'anomenen sapotes, fan 7 cm de llarg i són comestibles crus. La polpa és dolça amb una textura comparable a un ou cuit. Està relacionat amb el fruit anomenat abiu.